# Clube Esportivo Miguelense
O Clube Sportivo Miguelense é um clube brasileiro de futebol, da cidade de São Miguel dos Campos, no estado de Alagoas, fundado em 1995. Suas cores foram verde e branco.Em 1997, o clube passou a utilizar uma listra vermelha em homenagem ao centenario, que no mesmo ano,abriu mão da prefeitura em seu favor. O clube consta na lista dos clubes da Federação Alagoana de Futebol Sub-20
O time firmou parceria com o Dínamo Esporte Clube, surgindo o Dínamo Miguelense Esporte Clube para a disputa do Campeonato Alagoano de Futebol da Segunda Divisão de 2013, mandando seus jogos em São Miguel dos Campos.
Em 2016, retornou as atividades, com o novo nome de Miguelense Futebol Clube, para livrar-se de dívidas existentes, que levaram o time a licenciar-se em 2001.

## Títulos

### Estaduais
- Campeão Alagoano 2ª Divisão: 1995
- Vice-Campeonato Alagoano: 1999[3]